# Mbondo-Lom
Mbondo-Lom est un village de la commune de Meiganga situé dans la région de l'Adamaoua et le département du Mbéré au Cameroun, à proximité de la frontière avec la République centrafricaine.

## Population
En 1967, Mbondo-Lom comptait 28 habitants, principalement Gbayas. Lors du recensement de 2005, 334 personnes y ont été dénombrées.